# Syndrome de Kartagener
Décrit en 1936, le syndrome de Kartagener est caractérisé par l'association de bronchiectasies, de sinusites chroniques et d'un situs inversus : une rotation inverse de tous les viscères thoraco-abdominaux (le cœur est à droite, le foie à gauche, etc.). Il est retrouvé dans à peu près 50 % des cas de dyskinésie ciliaire primitive (DCP).

## Description
La dyskinésie ciliaire primitive (DCP) est une maladie génétique portant atteinte au système respiratoire. Le terme dyskinésie signifie un défaut de mouvement, ciliaire car elle touche les cils vibratiles de l’organisme et primitive car elle est présente dès la naissance. Sinon elle est secondaire et se nomme DCS.
C’est une maladie autosomique récessive. Cependant quelques autres cas de transmission génétique ont été signalés. La DCP n’est pas une maladie contagieuse, mais des infections pulmonaires secondaires à la maladie peuvent se développer. Celles-ci ne représentent pas de danger pour un individu sain, mais une prudence est conseillée au contact d’autres patients sensibles : autres DCP, mucoviscidose, immunodéprimé,…
Sa prévalence est de 1⁄16000, la fréquence des individus porteurs devrait être de 1⁄30 à1⁄60, 25 % des sujets ayant un situs inversus ont une dyskinésie ciliaire. Le situs inversus est un terme décrivant une maladie congénitale dans laquelle les principaux viscères et organes sont inversés dans une position en miroir par rapport à leur situation normale. La DCP peut aussi toucher le flagelle des spermatozoïdes, qui perdent alors leur mobilité et sont donc presque incapable d'atteindre l'ovule. Ils gardent toutefois leur pouvoir fécondant (grâce à la fécondation in vitro par exemple).
Le syndrome de Kartagener, aussi appelé syndrome de Siewert, est un ensemble de symptômes qui regroupe le situs inversus, les bronchiectasies et les polyposes nasales ; ces deux derniers étant en réalité des complications de la DCP. Lorsqu’une DCP est accompagnée d’un situs inversus, on parle alors du syndrome de Kartagener.
Sa prévalence est de 1⁄32000, c'est-à-dire que dans un cas sur deux de DCP on retrouve un situs inversus.
L'origine de cette pathologie est un défaut des cils qui ne sont pas fonctionnels. La non-mobilité de ces cils est due à une anomalie d'une ou plusieurs protéines qui les constitue. Dans plus de 2/3 des cas, c'est la molécule de dynéine qui est touchée.

## Étymologie
Premièrement décrit par le médecin ukrainien AK Zivert, mais nommé pour le pneumologue autrichien Manes Kartagener (de) qui a rapporté un groupe de cas en 1933,.

## Diagnostic
Tous les signes pathologiques ne sont pas retrouvés chez tous les patients atteints de DCP. La moitié ne présentera pas de situs inversus. Dans certains cas, c'est la pathologie sinusienne qui prédominera, pour d'autres, la pathologie pulmonaire, etc. Une DCP peut être diagnostiquée à tout âge, car même si la maladie est présente dès la naissance, elle ne se manifeste pas forcement tout de suite. 
Par le test à la saccharine, un peu de celle-ci est déposé au niveau nasal et dans la normalité le patient doit ressentir le goût de sucré après 10 à 30 minutes, sinon on suspecte une DCP.
Par des tests génétiques, mais la maladie n’est pas encore suffisamment connue à ce niveau.
Par une biopsie, et la mise en culture des cellules, celles-ci sont d’abord observées au microscope optique afin d’analyser leurs mobilités ensuite au microscope électronique afin d’étudier leurs structures. Les résultats de cet examen peuvent mettre plus d’un mois après la biopsie pour être complet.

## Traitement et prise en charge
La kinésithérapie respiratoire aide à prévenir le développement de bronchectasies. Un drainage bronchique quotidien doit être réalisé même en dehors des périodes d'exacerbations pour aider à prévenir les phases infectieuses de la maladie. Sans cette constance quotidienne, le risque de surinfection bronchique devient difficilement évitable. Une alimentation comportant un bon apport ferrique aide à garder le patient à niveau, autant physiquement qu'intellectuellement.

## Sources
- (en) Online Mendelian Inheritance in Man, OMIM (TM). Johns Hopkins University, Baltimore, MD. MIM Number:244400